# Sources d'Arcier
Les sources d'Arcier sont trois importantes sources karstiques émergentes d'Arcier (hameau de la commune de Vaire), à 10 km au nord-est de Besançon dans le département français du Doubs, en région Bourgogne-Franche-Comté. Elles sont une des deux alimentations historiques en eau potable de Besançon. En 1912 elles sont classées par le député Charles Beauquier « site classé du Doubs »,. Le vaste site naturel est intégré au « site Natura 2000 moyenne vallée du Doubs » (liste des sites Natura 2000 du Doubs).

## Géologie
Ce réseau de sources émerge dans un cirque naturel pittoresque de colline et de forêt verdoyante, à 275 m d'altitude, au pied du faisceau bisontin, rebord local du massif du Jura, en bordure de la plaine alluviale de la vallée du Doubs. Les trois ruisseaux des sources s'unissent à environ 300 m, dans l'Arcier, rivière qui se jette rapidement dans le Doubs.
Sources / cavités principales :
- Source du Martinet, ou source haute, sortant en dessous d'un porche aménagé, au débouché d'une grotte, le canal antique de Jules César, long de 285 m sur 5 m de dénivelé. C'est la plus importante ; elle alimente, depuis 1854, le nouvel aqueduc, avec un captage de 20 000 m3 d'eau par jour[3] ;
- Source d'Arcier ou source basse : 10 à 14 000 m3 d'eau par jour, et 10 000 m3 en période sèche ; ce serait elle qui alimentait l'aqueduc romain[4],[5].
- Source Bergeret inférieure et intermédiaire. La source inférieure écoule le trop plein des 2 sources précédentes[4].

L'eau des sources est issue, via la faille de Mamirolle, d'un drainage naturel du bassin versant du plateau de Saône-Nancray, estimé à environ 100 km2 de surface, et filtrée naturellement par les marais de Saône.

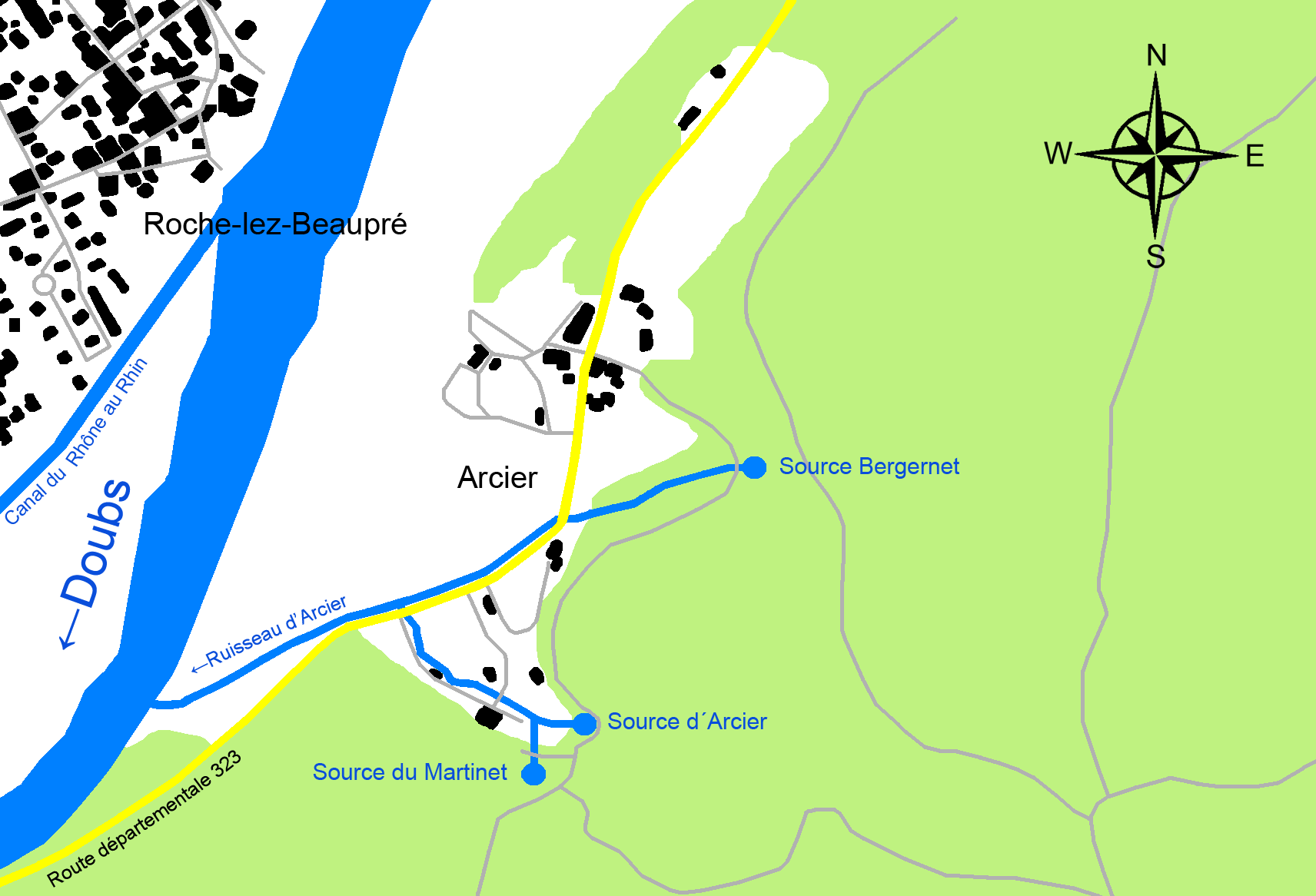
Plan des trois sources d'Arcier.
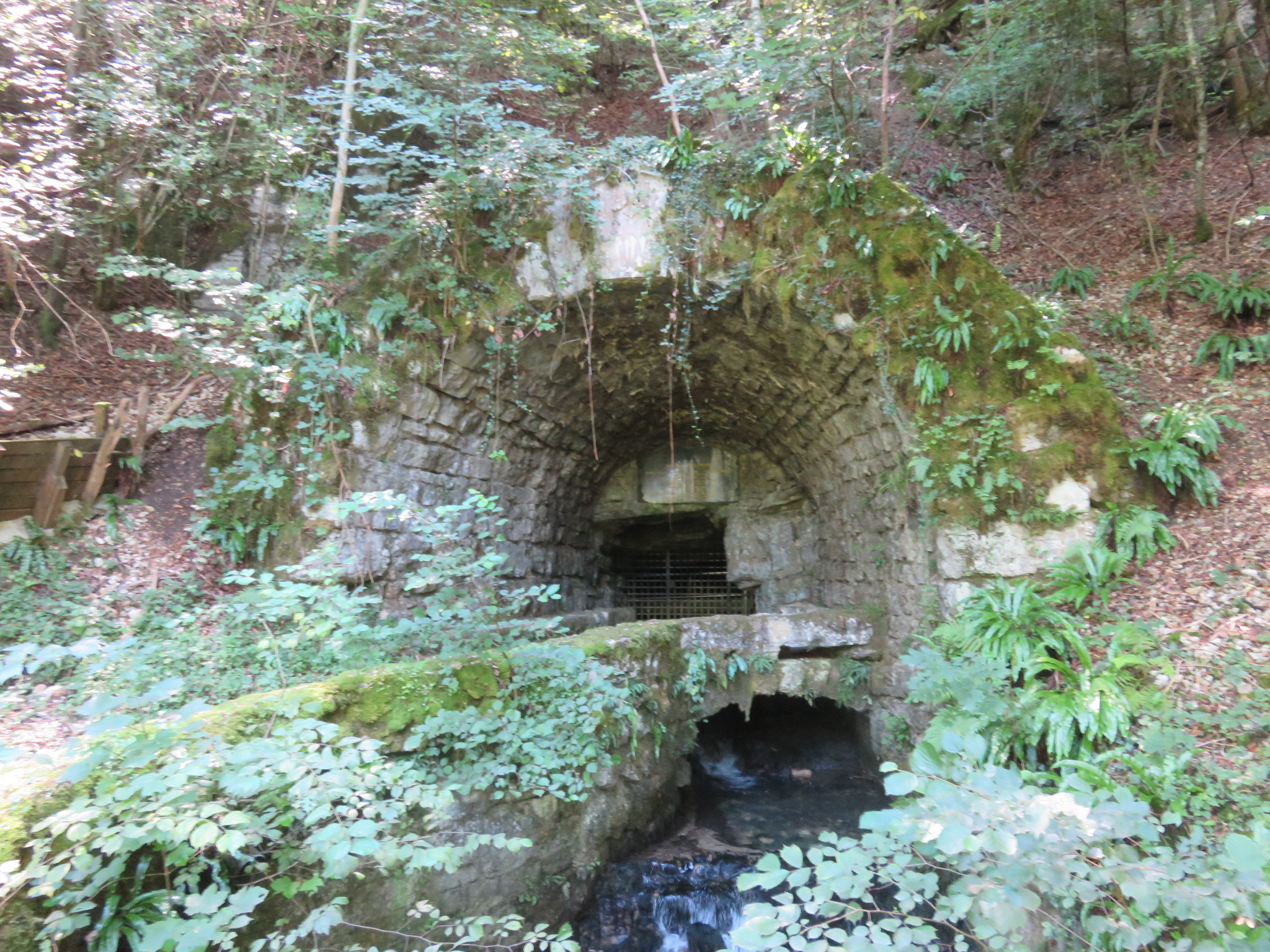
Source du Martinet et canal antique de Jules César.
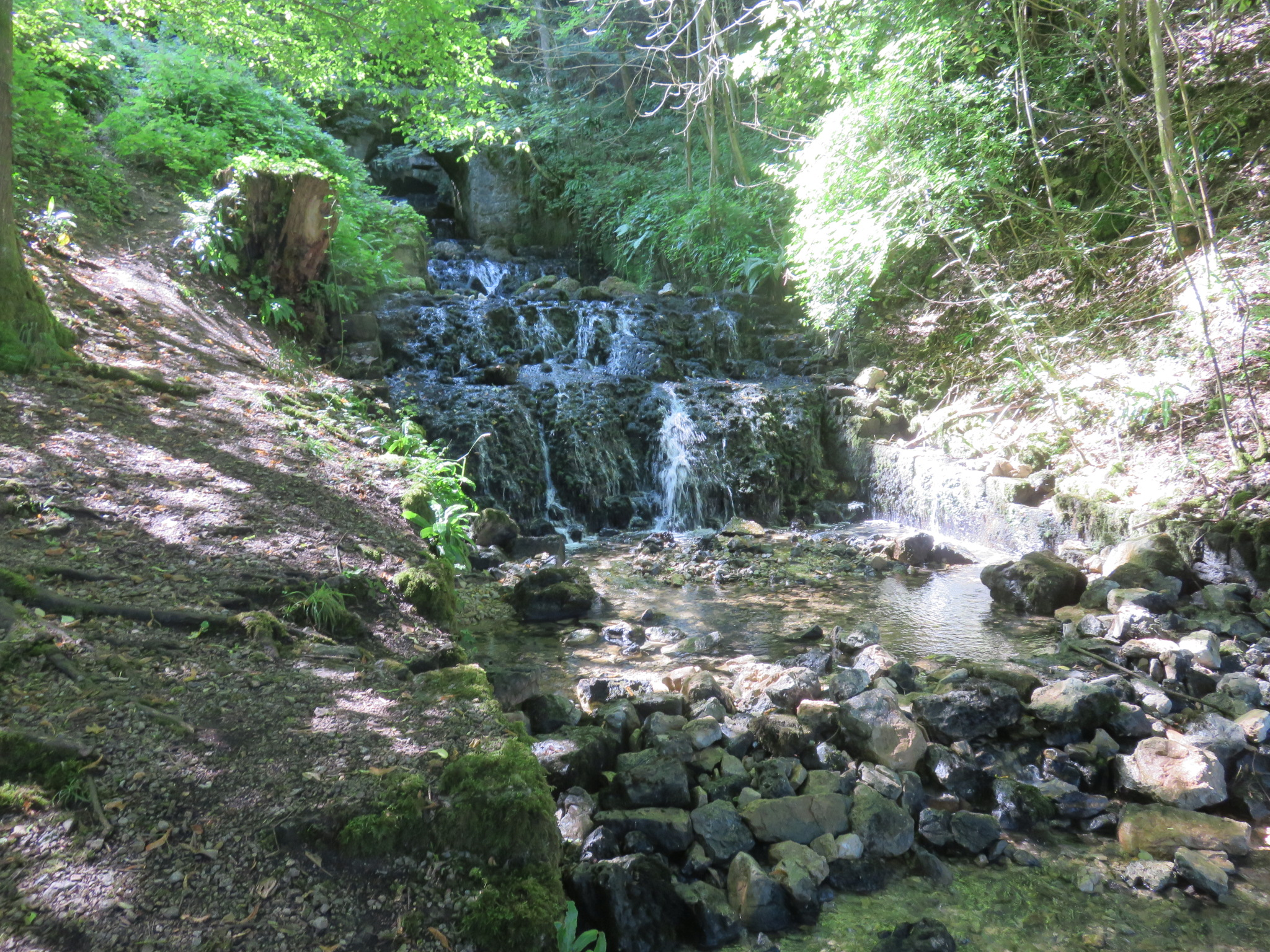
Source d'Arcier, des sources d'Arcier.
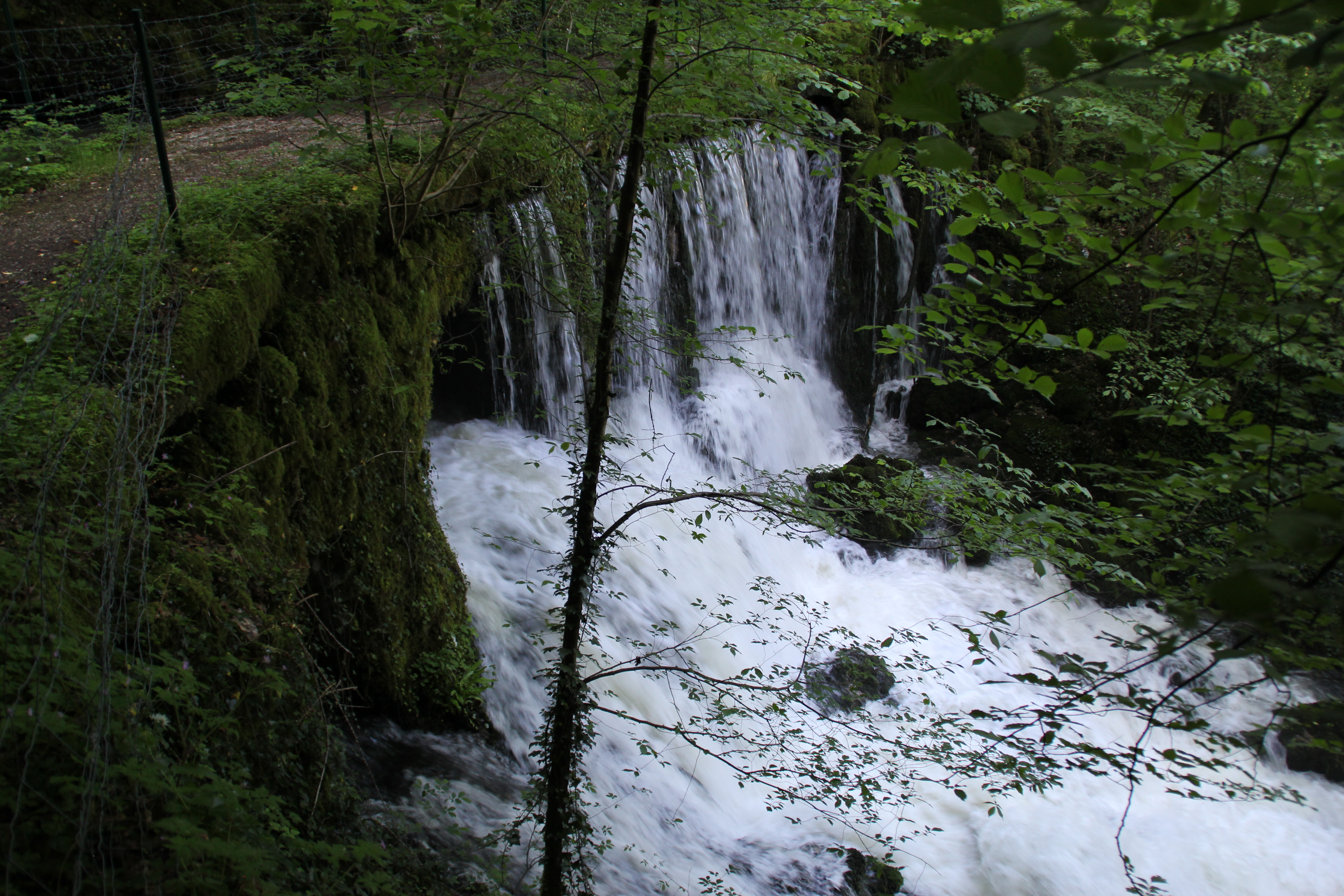
Source Bergeret.

Les sources ont longtemps alimenté en eau et en énergie hydraulique quelques activités économiques industrielles historiques sur un vaste site d'environ 7 hectares avec : château d'Arcier, chapelle, moulins, poudrerie, forges, usine à papier, pisciculture (1945 à 2003)... Cet ancien site luxuriant traversé par les sources, est à ce jour divisé en de nombreuses propriétés d'habitations privées, avec quelques chambres d’hôte dans des anciens bâtiments restaurés.
Les trois sources sont accessibles à ce jour par le sentier de grande randonnée GR 59, proche de la véloroute EuroVelo 6.

## Source d'alimentation de Besançon en eau potable
Dans le cadre de l'important développement des réseaux d'eau potable et d'assainissement de l'empire romain, vers 70, la Gaule romaine fait alimenter en eau de source / eau potable les thermes et fontaines de Besançon (Vesontio, capitale de séquanie), via les 11 km de l'aqueduc de Besançon, et via un bassin de distribution antique sous le square Castan, dont il ne reste à ce jour que quelques vestiges. Cet aqueduc est abandonné au Ve siècle, à la fin de l'empire romain, à la suite des ravages destructeurs des invasions barbares.

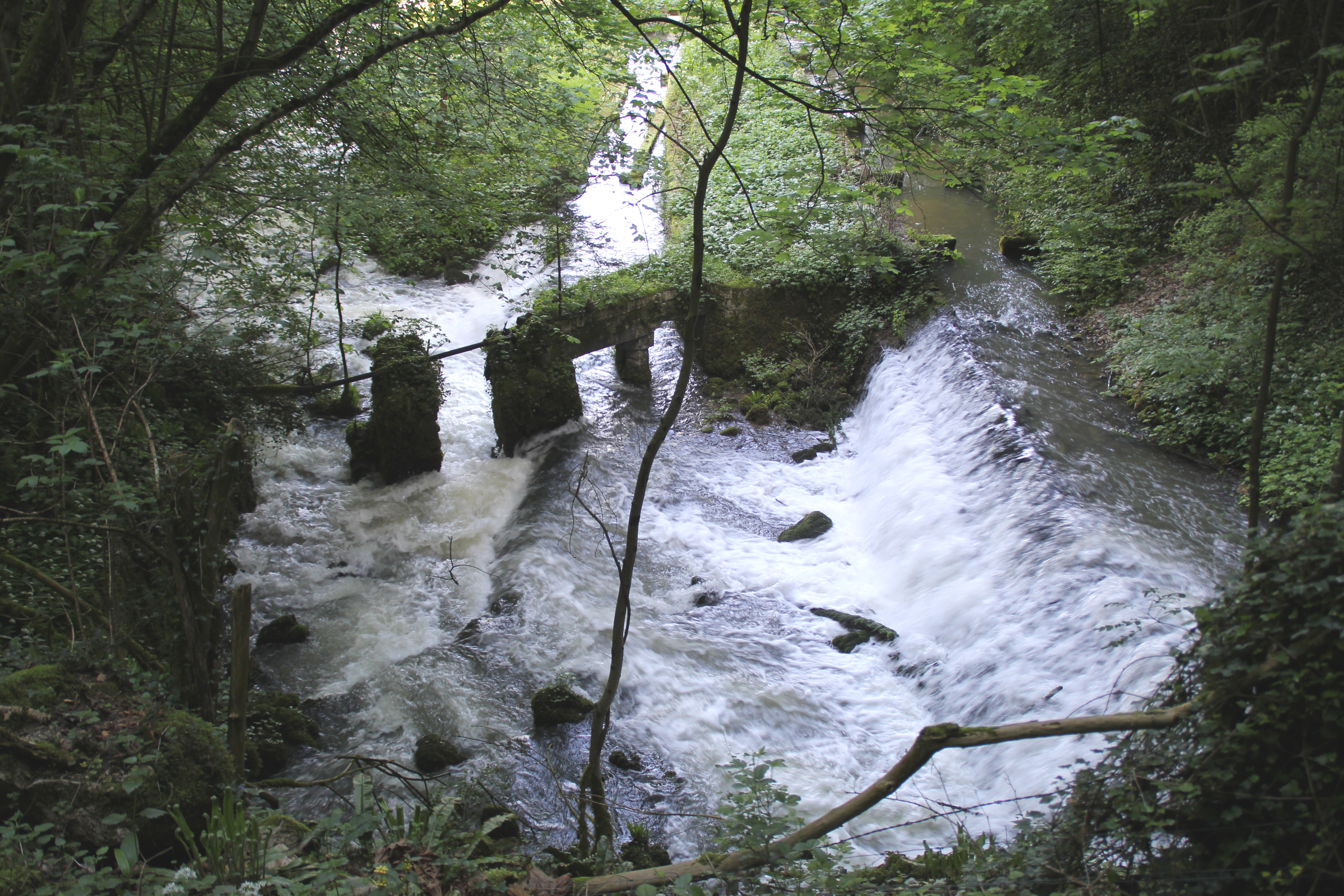
Vestiges de la poudrerie royale du XVIIe siècle.
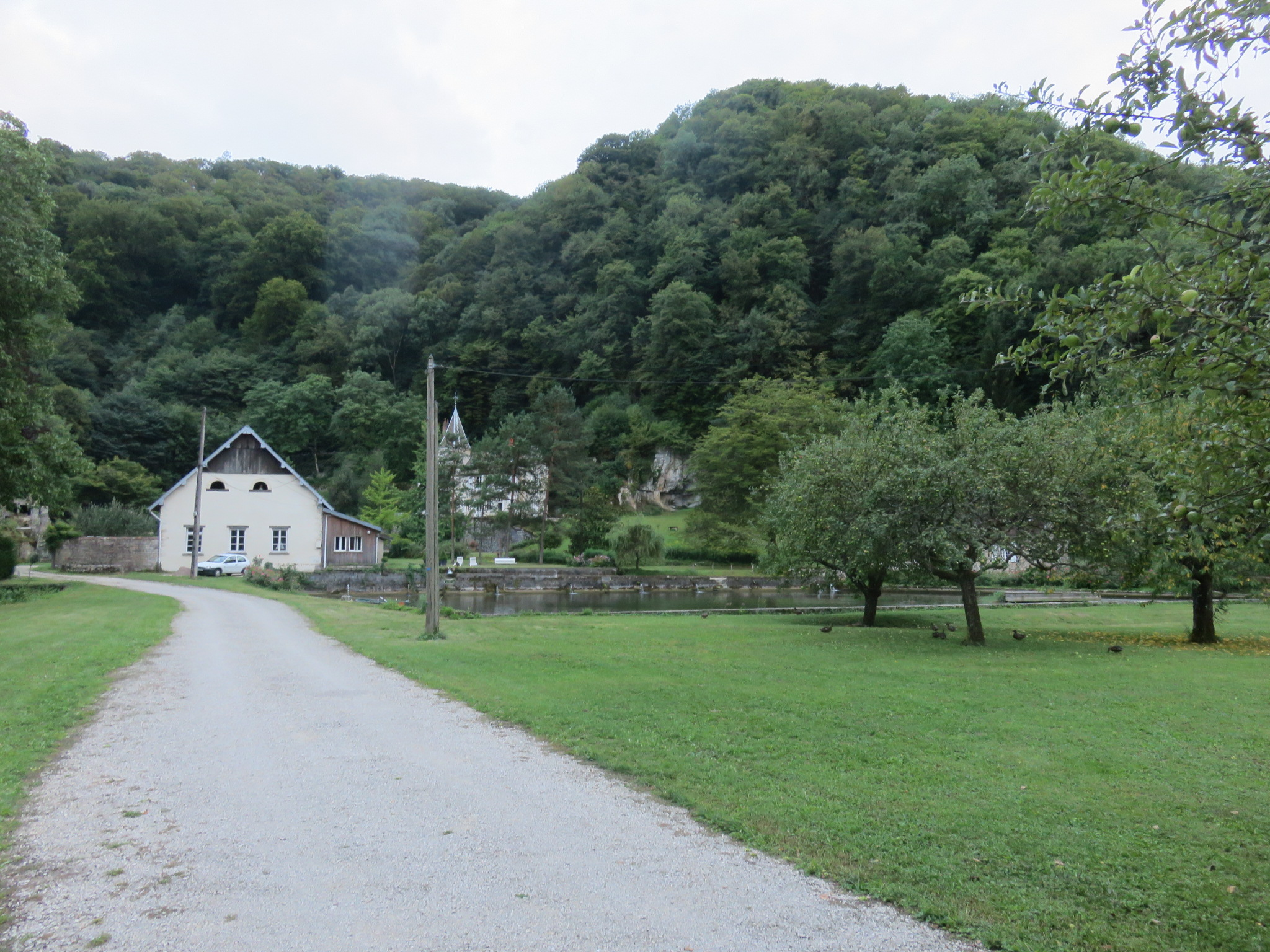
Château d'Arcier et ancien bassin.
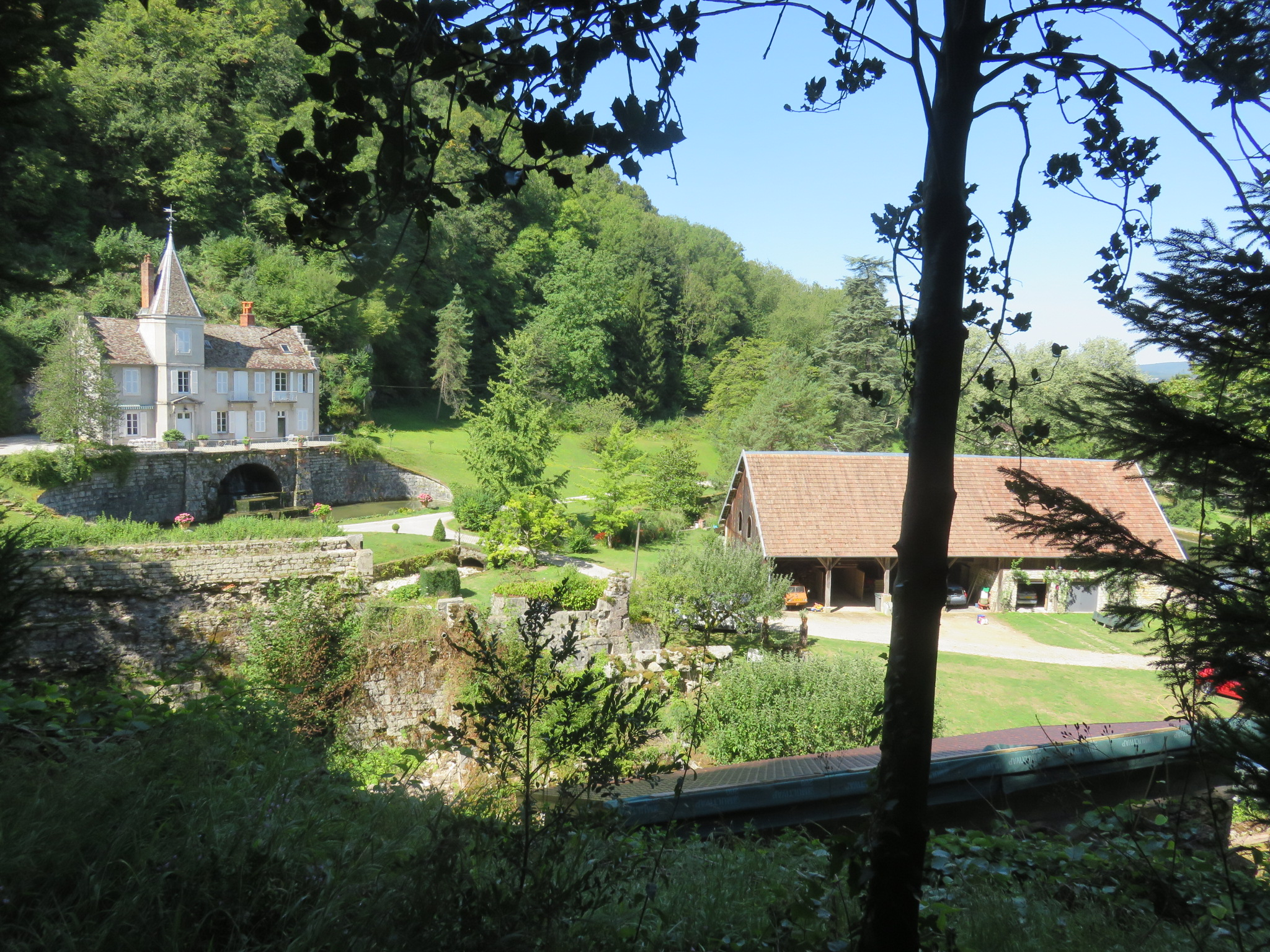
Château d'Arcier et parc.
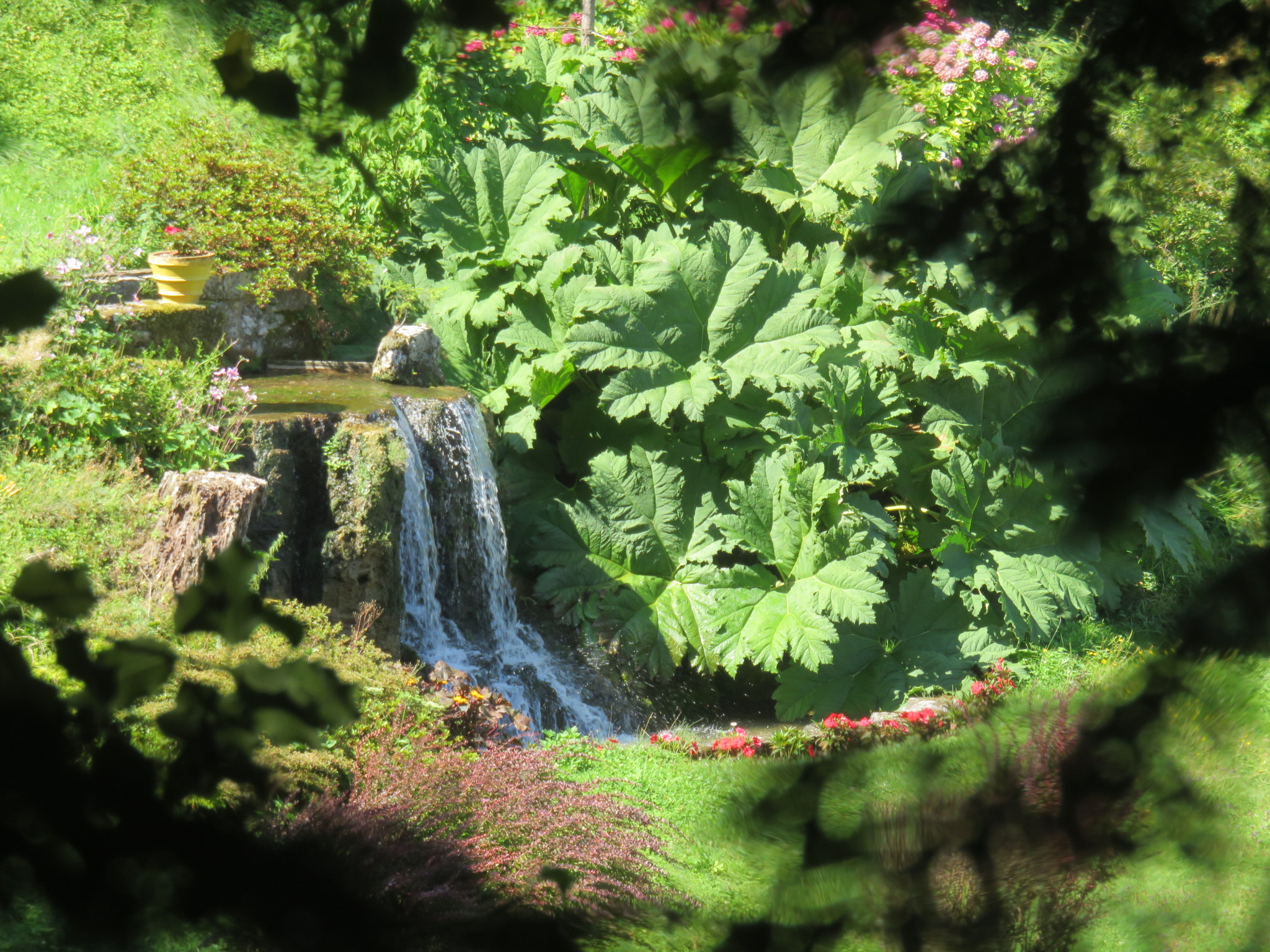
Parc du château d'Arcier.
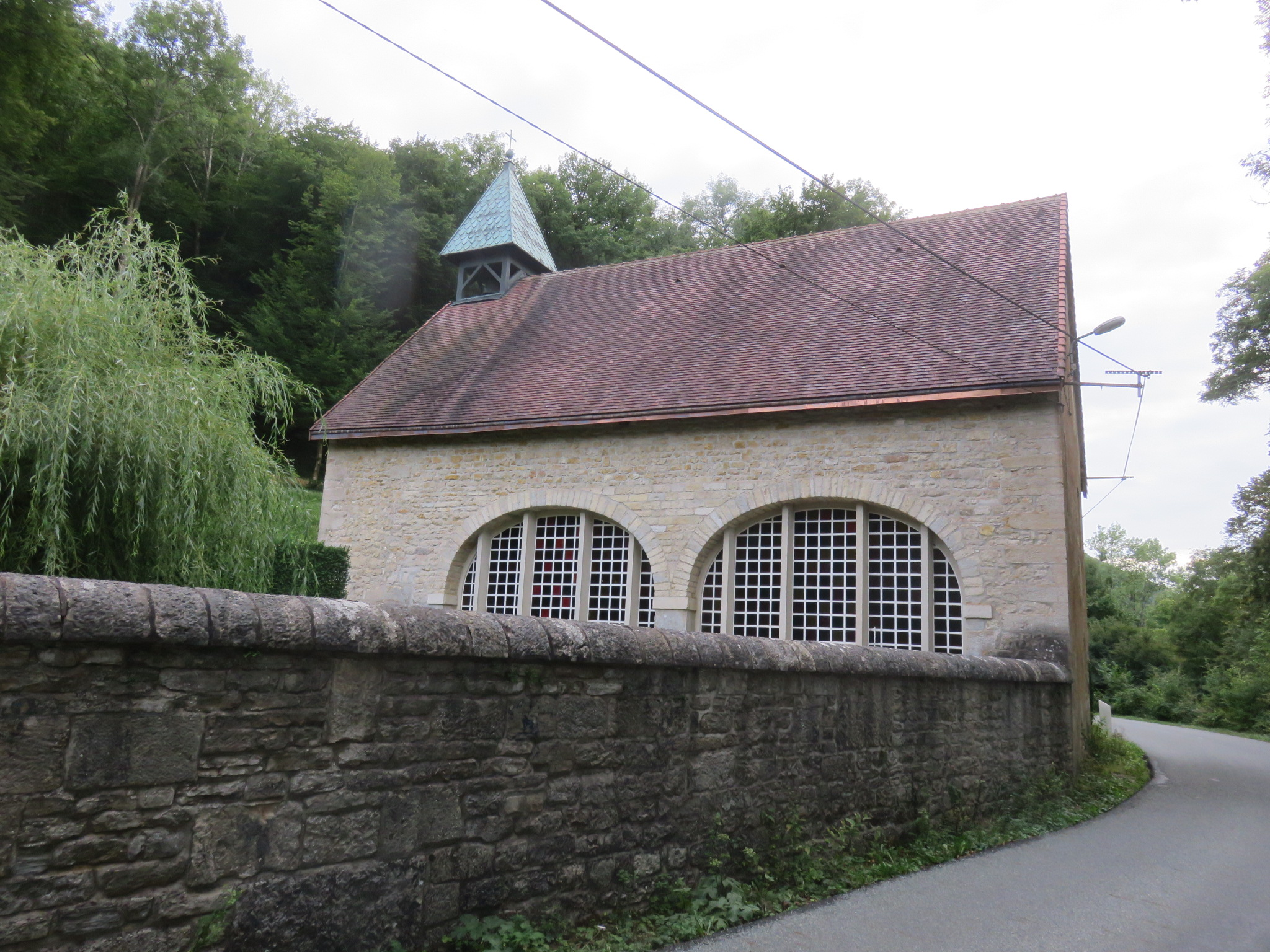
Ancienne chapelle.

En 1839 à la suite d'un manque d'eau potable pour alimenter le développement de la démographie de Besançon, la ville devient propriétaire des sources, et fait construire entre 1850 et 1854 un nouvel aqueduc de 10 km à effet de gravité et de siphon, pour alimenter en eau potable la moitié de la population de l'agglomération de Besançon, du centre-ville (La Boucle), et du plateau de Montfaucon, Nancray, Gennes, Morre, Saône, La Vèze, La Chevillotte, Mamirolle et Naisey-les-Granges, soit environ 50 000 à 110 000 habitants, avec 20 000 m3 d'eau par jour des sources d'Arcier. L'eau est collectée au fort Griffon et au château d'eau de la source d'Arcier, voisin du square Castan, via la station de traitement de l'eau de la Malate. La municipalité contrôle un périmètre de protection écologique contre la pollution (herbicide, pesticide, agricole, industrie, transport, population…) sur les 100 km2 de drainage naturel du bassin versant du plateau de Saône-Nancray, avec un des plus faibles prix de l'eau de France, de 2 à 3 € le m3, afin d'économiser des surcoûts de dépollution d'eau de source par traitement de l'eau.

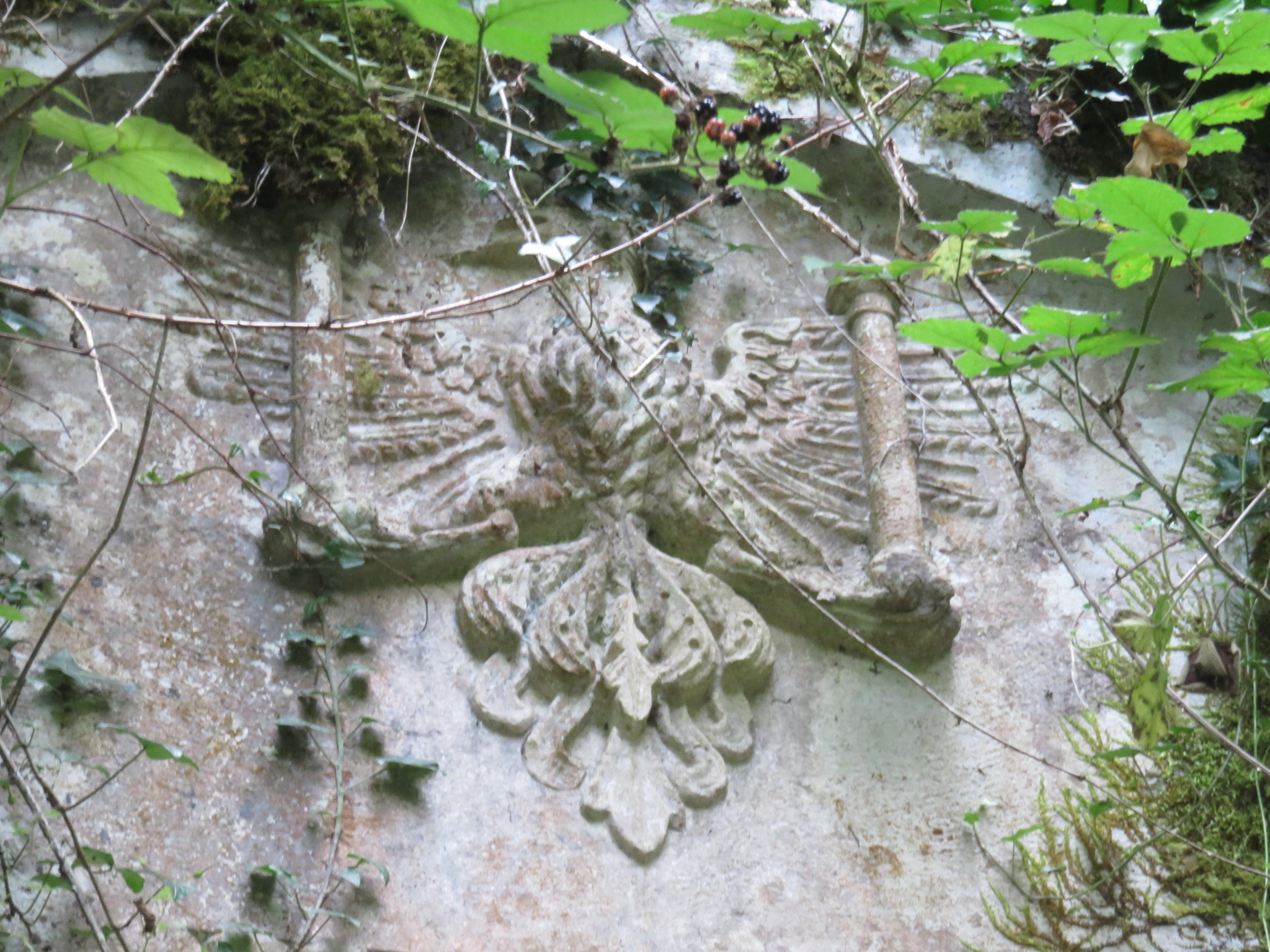
Armoiries de Besançon, de la source du Martinet.
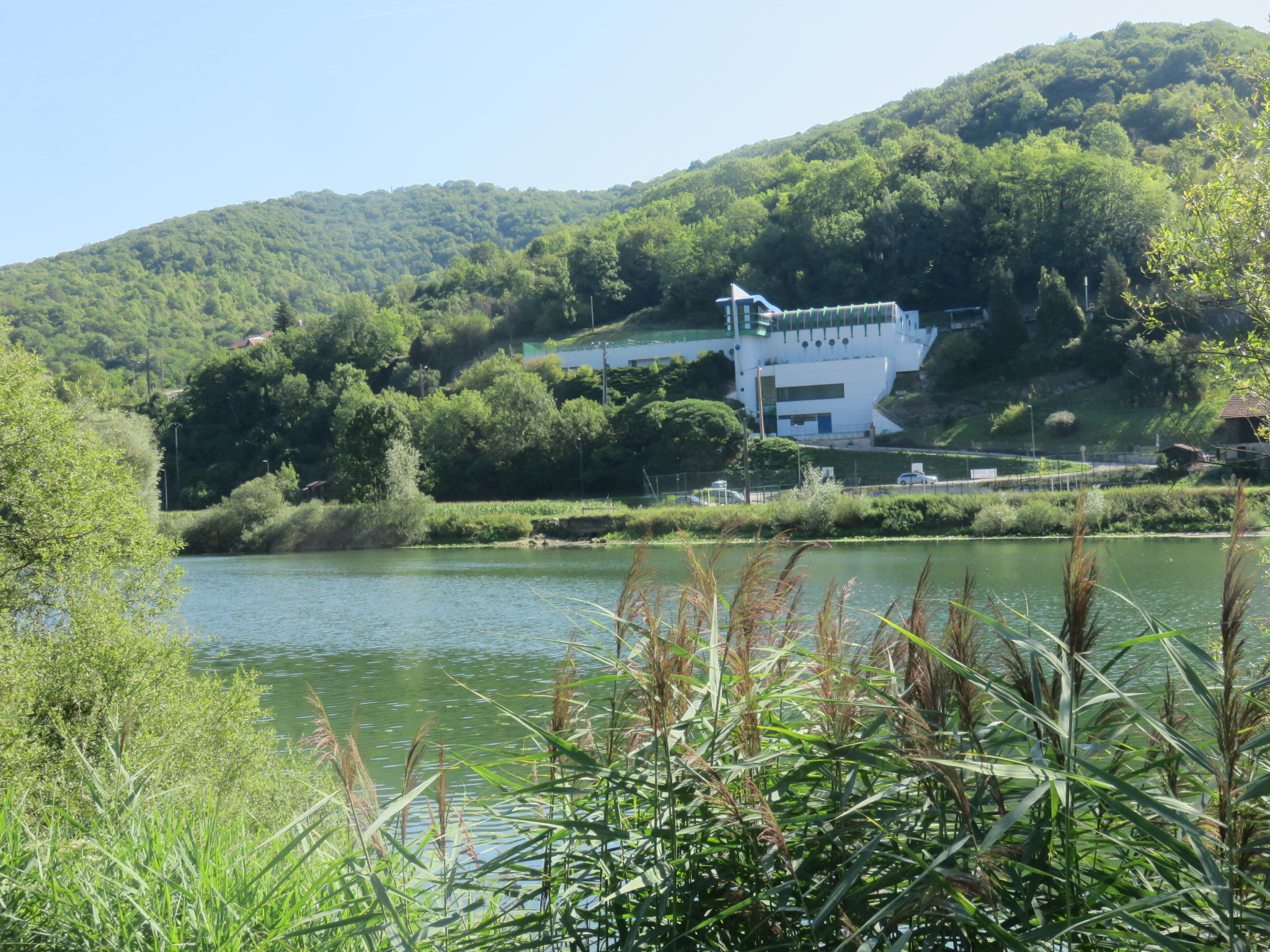
Station de traitement de l'eau de la Malate, au bord du Doubs.
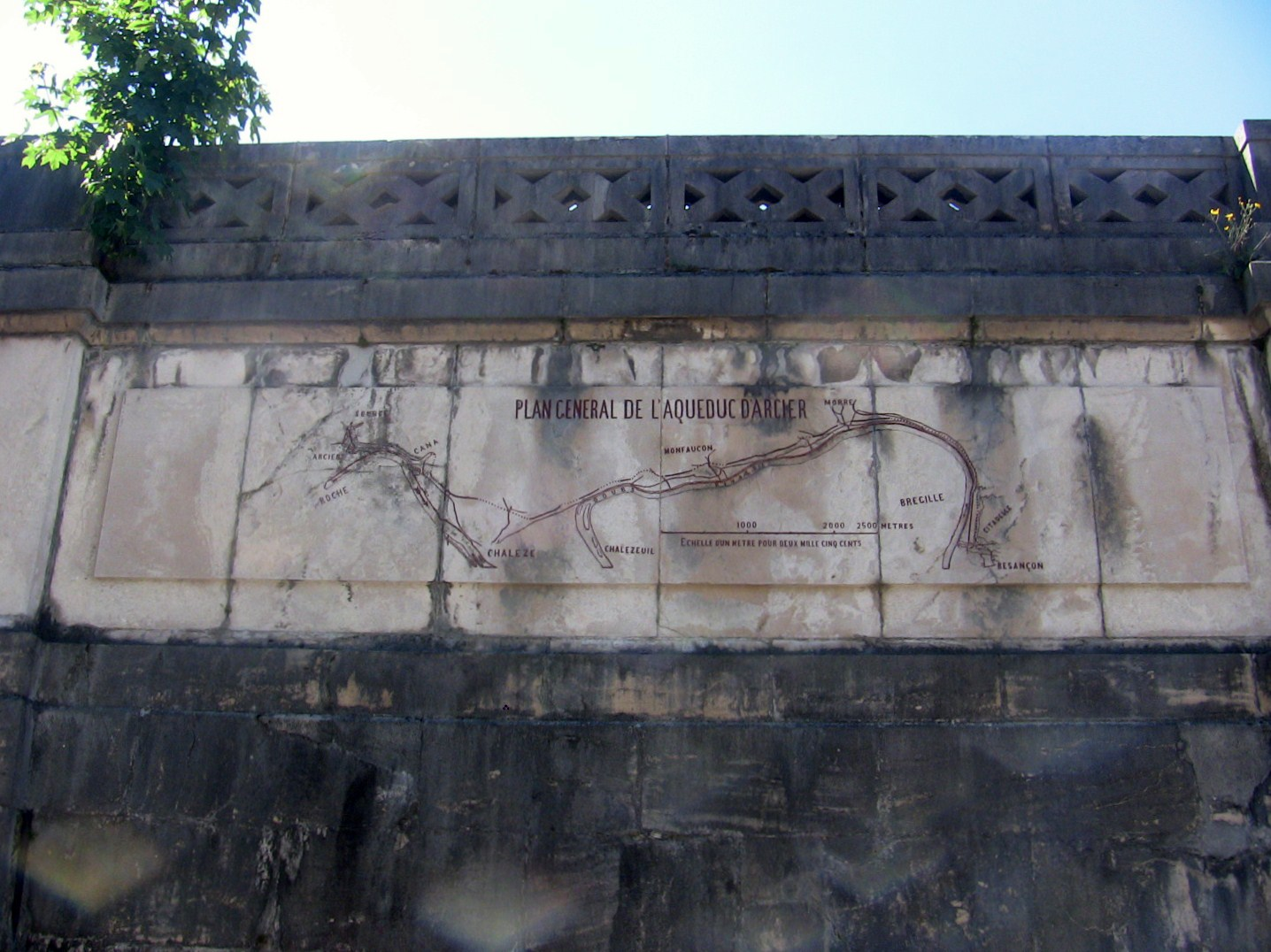
Plan antique de l'ancien aqueduc de Besançon.
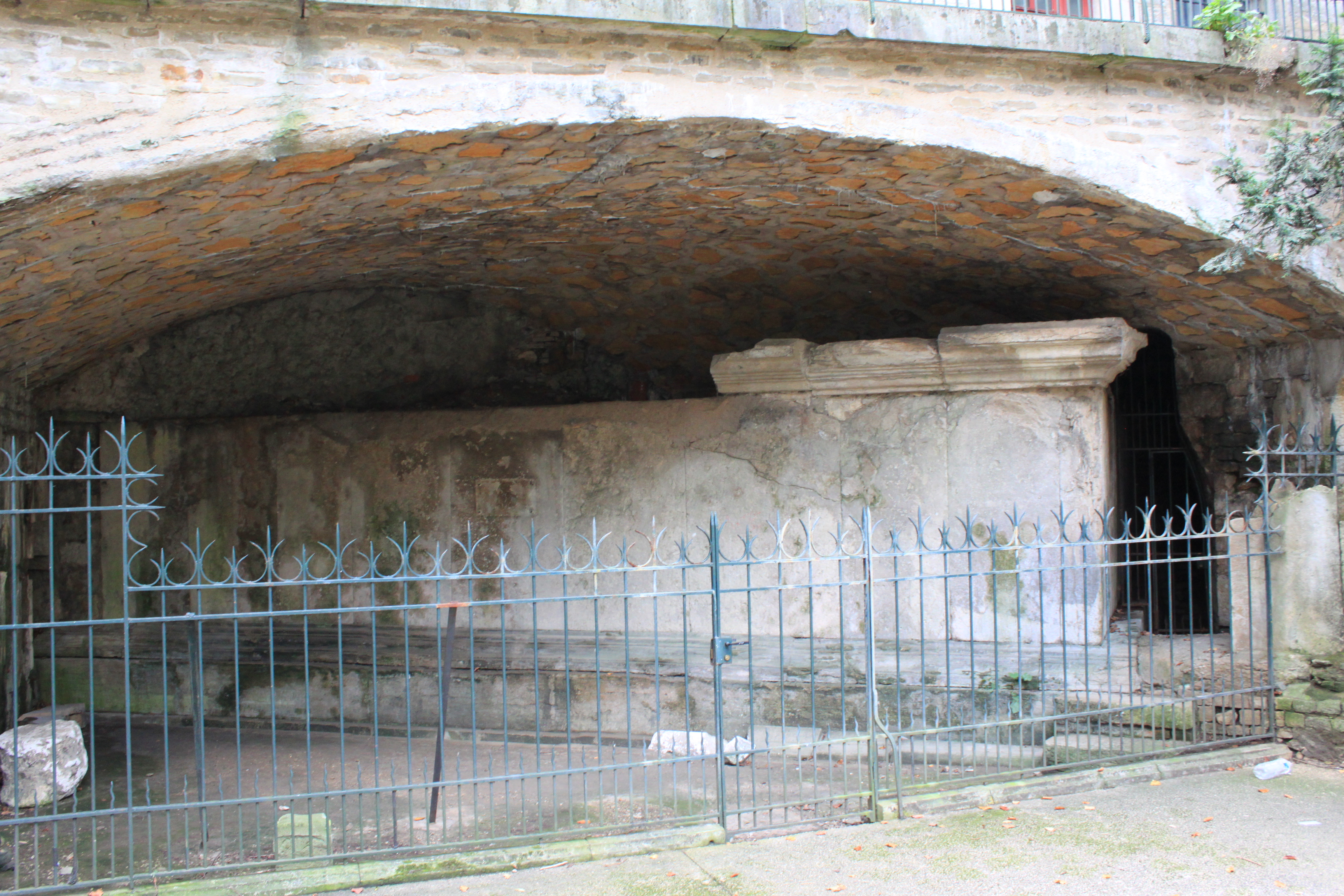
Vestiges antiques de l'arrivée de l'aqueduc sous le square Castan.
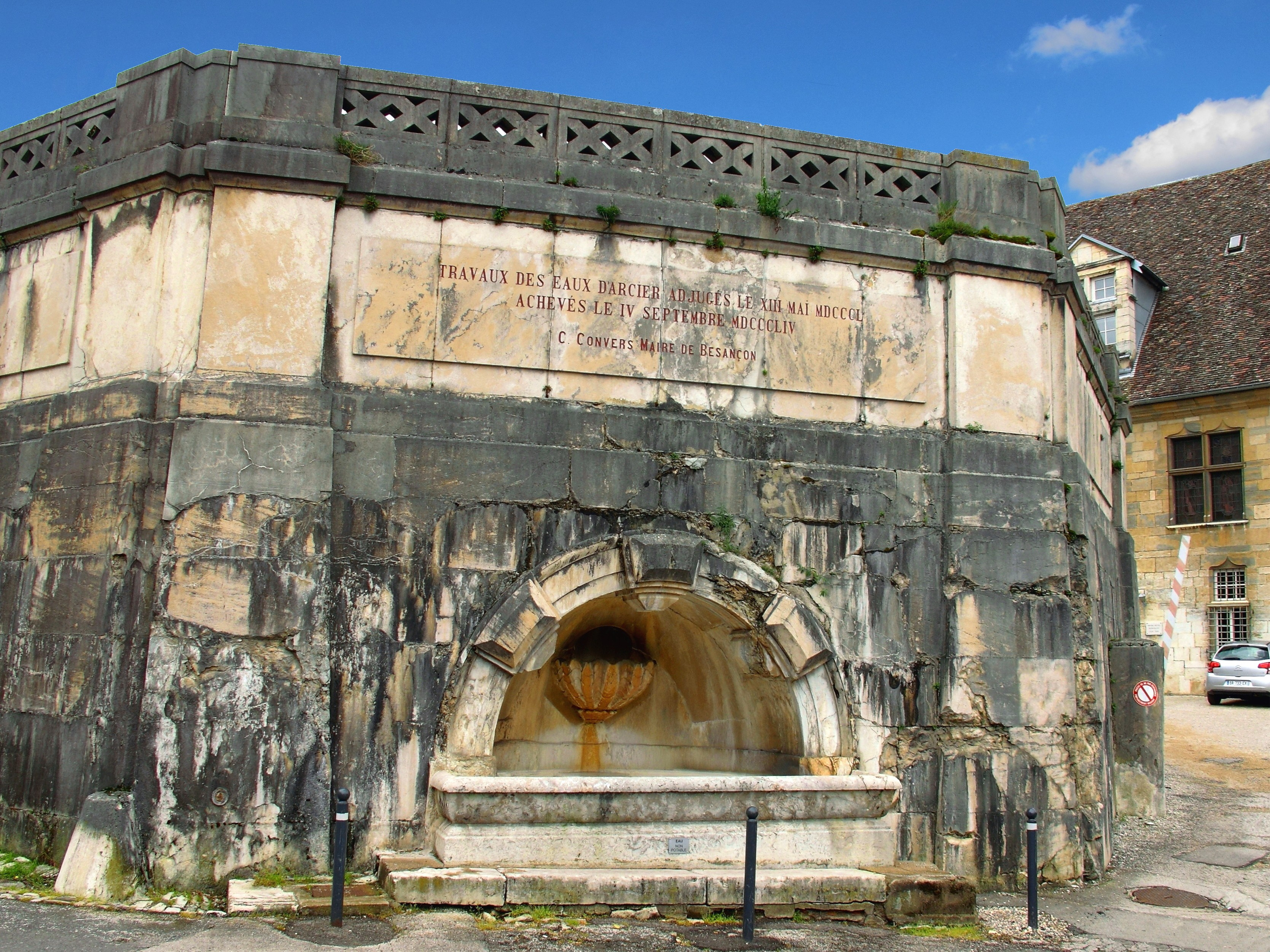
Château d'eau de la source d'Arcier, ou réservoir de Saint-Jean, voisin du square Castan.

Besançon est également alimenté à ce jour par l’unité de production d'eau potable de Chenecey-Buillon sur la Loue. La source de la mouillère du centre ville n'est pas exploitée (à ne pas confondre avec l'ancienne source salée de Miserey-Salines qui alimentait les thermes de Besançon-les-Bains).

## Traitement d'eau potable par la station de traitement de la Malate
- Préozonation
- Clarification : coagulation-floculation, décantation
- Filtration sur filtres à sable ouverts
- Désinfection bactériologique finale à l'ozone